# 儿童性旅游
儿童色情旅游（英語：Child Sex Tourism）是为了参与儿童性交易而进行的一种性旅游，这在商业上促进了儿童性虐待的发生。联合国《儿童权利公约》里对儿童的定义为“所有未满18周岁的人”。根据美国国务院的说法，儿童色情旅游会对被剥削的儿童造成身体和精神上的不良后果，这其中可能包括性傳染病（甚至是艾滋病）、“吸毒成瘾、怀孕、营养不良、社交障碍，乃至死亡”。儿童色情旅游是价值数十亿美元的全球性旅游的一部分，也是儿童性剥削乃至更受到更广泛关注的社会议题——儿童商业性交易的一种形式。儿童色情旅游使得全球每年产生200万名儿童受害者。在儿童色情旅游中出卖身体的儿童大多是因为被诱骗或拐卖而沦为性奴隶的。
基于商业或性目的的儿童用户可以根据动机进行分类。虽然恋童者普遍与儿童色情旅游有关，但是儿童色情旅游的大部分客户却不是他们。儿童色情旅游中有两类罪犯：第一类是特别喜欢儿童的优先施虐者，他们或因为寻求与儿童建立联系，或因为他们认为这样感染性病的几率较低；第二类是偶犯，他们并不是积极寻找儿童的施虐者，但他们的实际行为却是机会主义的。对于这些偶犯而言，他们并不会事先检查性工作者的年龄。
旅行中的儿童性犯罪者可以利用互联网规划他们的旅行计划，寻找并交易有关儿童色情旅游机会的信息，以及可能保护儿童最薄弱的地区（这通常都是低收入地区）。少数国家颁布了法律，允许起诉因在境外有儿童性虐待行为的本国公民。然后，防止儿童色情旅游的法律可能会阻吓那些因为冲动而采取行动的偶犯，但是却没有那么容易阻止另外那些专门为性剥削儿童而旅游的恋童者们。

## 背景情况
儿童色情旅游与贫困、武装冲突、快速工业化以及人口增长爆炸等问题密切相关。例如在拉丁美洲和东南亚地区，流浪儿常常将卖淫作为他们谋生的最后手段。此外，弱势儿童很容易成为人口贩子的利用目标。泰国、柬埔寨、印度、巴西和墨西哥被确定为儿童性剥削的热点国家。柬埔寨、菲律宾、缅甸和泰国的受害儿童年龄多集中在6岁到11岁年龄段；其次便是12岁至15岁年龄段和15岁到17岁年龄段。儿童色情旅游也因为各国同意年龄的不同而变得复杂化，例如：日本的同意年龄为13岁（2023年7月13日起更改爲16歳），而巴林的同意年龄却为21岁。
2012年，买卖儿童、儿童卖淫和儿童色情制品问题特别报告员报告道，“国际儿童色情旅游游客的原籍国因地区而异，但通常认为需求方来自工业化国家，包括欧洲和北美洲的富裕国家，以及俄罗斯、日本、新西兰和澳大利亚等国家。例如：澳大利亚公民被确定为在泰国被起诉最大的色情旅游游客群体（约占31%）。在2003年至2012年4月期间，由柬埔寨‘为了孩子行动（Action Pour Les Enfants）’调查的146起案件中，32件为美国人；24件为法国人；20件为越南人。而在肯尼亚沿海地区，当地针对儿童的施虐案件中只有30%的犯案者为当地居民，而剩下的70%均是外国人。这其中，18%为意大利人；14%为德国人；12%为瑞士人；而来自乌干达和坦桑尼亚的游客则在人数榜单上位列第五和第六。在哥斯达黎加，根据可信的数据显示，在1999年至2005年期间，儿童剥削调查单位（Child Exploitation Unit）共计因涉嫌对儿童实施性剥削而逮捕74人。这其中有56名哥斯达黎加公民和18名外国人。”
在泰国，儿童性工作者的具体数字尚无法准确统计。但是根据泰国卫生系统的研究报告称，儿童性工作者的数量占整个泰国性工作者数量的40%。而根据估算，柬埔寨大约有三分之一的性工作者年龄未满18周岁。在印度，联邦警察表示据信约有120万儿童参与性交易。直到最近，巴西被认为是儿童性交易产业严重程度仅次于泰国的国家。BBC世界新闻频道的查理斯·罗杰斯报道称，“现在巴西正在超越泰国成为全球最受欢迎的性旅游目的地”。而根据DLN新闻网站的报道，“巴西目前正处于儿童色情旅游的高潮期，并且有可能击败泰国成为全球第一。”
针对儿童的性旅游为人口贩子创造了巨大的金钱利润。贩卖人口影响了约120万儿童受害者。联合国毒品和犯罪问题办公室最近表示，全球79%的人口贩卖活动都是为了性剥削，这是世界上发展最快的犯罪活动之一。
联合国儿童基金会指出，由于性事在很多国家和地区被视为是个人私事，因此很多社区往往不愿意采取行动和干涉性剥削案件。这些态度使得儿童更容易遭受性剥削。大多数儿童遭受性剥削是因为他们被当地人和性旅游者所利用，成为成人性交易产业的一部分。互联网为个人分享目的地和交易讯息提供了便利的全球网络工具。
在涉及儿童的案件里，美国有着相对严格的国内法，这使得美国政府有权追究美国公民或永久定居者在海外旅行时涉及未成年人的非法行为。但是，儿童色情、性旅游和人口贩卖依旧是快速发展的产业。美国国会众议员，新泽西州共和党人，查理斯·史密斯（Chris Smith）最近就提出了类似美国国内法《梅根法案》（以新泽西州受害女童梅根·康卡命名）的《国际梅根法案》（H.R. 515）。该法案会像性犯罪者在某社区居住时向该社区所有居民公开其身份那样，当性犯罪者决定旅行时，法案会授权美国政府将其相关信息通知目的国政府。同时该法案也鼓励其他国家和政府也将性犯罪者进行登记在册，以便这些性犯罪者前往美国旅行时可以通知美国政府。虽然美国性犯罪者登记制度存在着严重问题，但是国际终止儿童卖淫与贩卖组织与联合国儿童基金会都认为这是朝着正确方向的前进。
促使巴西成为儿童色情旅游目的地首选国的原因之一在于巴西亚马逊地区将广泛进行的竞技垂钓产业作为幌子。在2008年的美国国务院报告指出，“年中，（巴西）马瑙斯的联邦警察开始调查针对一家提供亚马逊河地区钓鱼探险服务的外资旅行公司的指控，据称这些探险是针对美国和欧洲恋童者的性旅行。年底，这起调查将开始与外国警方进行协作调查。”美国国务院的另一份报告也指出，“在一个较新的趋势里，一些在亚马逊地区开展的钓鱼探险活动实际上是为美国和欧洲儿童性剥削者组织的儿童色情旅游。”福斯电视网亚特兰大频道和美国广播公司《ABC世界新闻》最近的一些报道对上述说法有更详细的阐释。美国终止儿童卖淫与贩卖组织最近也公布了一个带有英文字幕的巴西国家新闻报道。

## 儿童色情旅游与网络
根据美国联邦调查局的估计，互联网上40,000个公共在线聊天室里，随时都有至少750,000名儿童性掠食者在线。在为期10周的时间里，荷兰阿姆斯特丹的一家仓库里利用网络摄像头所进行的色情表演约吸引了超过20,000名互联网付费用户。在这次对抗网络儿童色情旅游行动里，荷兰公益组织人之大地使用了一个利用电脑进行3D建模的虚拟女童形象——“甜心儿（Sweetie）”。在这些嫌犯中，约有1,000人来自澳大利亚、加拿大、德国、加纳、印度、意大利、毛里求斯、荷兰、南非、土耳其、英国和美国。而在那些涉嫌在线施虐的用户里，110名被发现来自英国，而另有254人被追踪到是来自美国的用户。人之大地联合Avaaz.org一起创建了一份在线请愿书，要求各国政府更积极地采取行动，以保护儿童免遭互联网儿童色情旅游的侵害。

## 全球反应
近年来，针对儿童色情旅游的起诉有所增加。至少有38个国家制订了治外法律，授权政府可以就本国公民在他国所犯下的儿童性虐待罪行而提起诉讼；另外还有31个国家拥有更通行的治外法律，授权政府可以就本国公民在儿童色情旅游期间所犯下的任何罪行提起诉讼。截至2016年5月，全球共有173个国家和地区签署了《关于买卖儿童、儿童卖淫和儿童色情制品问题的任择议定书》，该议定书“深切关切儿童特别容易遭受伤害的具有广泛和持续做法的性旅行问题”。

## 国际执法行动
美国移民及海关执法局（U.S. Immigration and Customs Enforcement,ICE）参与了调查及抓捕儿童色情旅游游客的行动。2003年，ICE发起了名为捕食者的行动并最终逮捕超过11,000名性侵儿童者，包括超过1100于美国境外作案者。尽管ICE拒绝对行动的意义及手段作出评论，但媒体普遍认为ICE在行动中使用了卧底、网络钓鱼执法及先进的科技手段。于曼谷工作的ICE探员则经常从当地非政府组织处获取有关外国人可能参与性侵泰国儿童的情报。有时如地方警局及假释审查官等执法力量也会向ICE报告有关性侵犯在不同地区间的移动。ICE探员与泰国皇家警察合作监控嫌犯在泰国境内的行踪。英国警方与智利在线性虐待保护中心（Child Exploitation and Online Protection Centre，CEOP）共同监视并起诉儿童性旅游者。国际刑警组织也参与了此类行动。